# Сандовал (Техас)
Сандовал (англ. Sandoval) — переписна місцевість (CDP) в США, в окрузі Старр штату Техас. Населення — 37 осіб (2020).

## Географія
Сандовал розташований за координатами 26°25′5″ пн. ш. 99°4′46″ зх. д. / 26.41806° пн. ш. 99.07944° зх. д. (26.418189, -99.079430).  За даними Бюро перепису населення США в 2010 році переписна місцевість мала площу 0,11 км², уся площа — суходіл.

## Демографія
Згідно з переписом 2010 року, у переписній місцевості мешкали 32 особи в 11 домогосподарстві у складі 9 родин. Густота населення становила 287 осіб/км².  Було 11 помешкання (99/км²).
Расовий склад населення:
| - 100,0 % — білих |

До двох чи більше рас належало 0,0 %. Частка іспаномовних становила 100,0 % від усіх жителів.
За віковим діапазоном населення розподілялося таким чином: 34,4 % — особи молодші 18 років, 62,5 % — особи у віці 18—64 років, 3,1 % — особи у віці 65 років та старші. Медіана віку мешканця становила 33,5 року. На 100 осіб жіночої статі у переписній місцевості припадало 77,8 чоловіків;  на 100 жінок у віці від 18 років та старших — 110,0 чоловіків також старших 18 років.
Цивільне працевлаштоване населення становило 6 осіб. Основні галузі зайнятості: освіта, охорона здоров'я та соціальна допомога — 100,0 %.